# Chennevières-lès-Louvres
Chennevières-lès-Louvres là một xã ở tỉnh Val-d’Oise, thuộc vùng Île-de-France ở miền bắc nước Pháp.